# 三遊亭洋楽
三遊亭 洋楽（さんゆうてい ようらく、1958年6月24日 - 2017年12月28日）は、日本の落語家、政治家。円楽一門会所属。函館市議会議員（1期）。

## 来歴
北海道函館市生まれ。北海道北斗市育ち。北海道函館西高等学校で2年間学び転校、札幌大学経済学部卒業。
- 1980年4月 - 卒業後プログラマとして神奈川県横浜市に就職。日立製作所内に勤務。
- 1984年3月 - 5代目三遊亭圓楽へ入門し洋楽を名乗る。
- 1987年10月 - 二つ目に昇進と同時に「ライター業」で二足のわらじを履く。 当時、圓楽からは、高座のまくらで「ハニカミ屋」であると言及されている[3]。また、後年、函館で保育園から高校まで一緒だった同級生がブログ上で「あれほどシャイな人間が（落語家になるとは）」とコメントしている[4]。
- 1993年10月 - 真打昇進。昇進公演をエジプトのギザの大スフィンクス前で行った。
- 1997年6月 - この年に発行された落語専門誌には、畠山健二により「高座には過度な欲が感じられず、淡々と落語を演じる。それが力みのない清々しさを周囲に感じさせる」と評されている[5]。
- 2006年 7月 - 東京での22年間の落語家生活に区切りをつけ、新宿区から北海道へ、年老いた家族（祖母、父、母）の面倒をみるために引っ越した。実家は北斗市であるが函館市に住んで介護に通っていた[6]。
- 2007年4月22日に行われた、函館市議会議員選挙に無所属で立候補し3270票を獲得、初当選[7]。
- 2009年秋 - みんなの党を旗揚げした渡辺喜美に共鳴し、党員になる[8]。
- 2011年 4月 - 北海道議会議員選挙に函館市選挙区からみんなの党公認[8]で立候補する[9][10]も、7007票と最下位で落選[11]。
- 時期不明 - 祖母、母死去[12]。家族の介護度が重くなり、北斗市の実家に移る[6]。農業などにも携わっていた[13]。
- 2015年4月 - 北斗市議会議員選挙に無所属で立候補[6]したが、468票と最下位で落選[12][14]。
- 2017年12月 28日- 自宅で死去[1]。59歳没。 関係者からの依頼で洋楽の同級生が自宅を訪れたところ亡くなっていた。自殺とみられる[要出典]。演芸評論家の瀧口雅仁[15]からの情報により訃報が新聞で報道されたのは、死去一年後の2018年12月31日の読売新聞である[1]。亡くなるまでの数年は落語家は廃業状態だった。
- 死去に際して、円楽一門会関係者からの正式の発表や他の落語家からのコメント、読売新聞以外の大手新聞やスポーツ紙や北海道のマスコミによる報道はなかった。新聞報道後、演芸専門誌「東京かわら版」が、2019年2月号に訃報を掲載している[2]。
- 没後の2020年12月に、生前親交のあった夕刊フジ記者の松垣透による記録と遺稿をまとめた「不器用な落語家 三遊亭洋楽」が発行された。同書には円楽一門会の落語家（三遊亭愛楽、三遊亭王楽など）の追悼インタビューも掲載されている。

## 人物
- 占い本のライターとしての経歴もあり、ムーン村本名義で「月占い―あなたの未来とバイオリズムがわかる」を著している。
- 落語協会お囃子の恩田えりが三味線の仕事を選んだのは、フリーペーパー編集部で働いていた当時の恩田が寄席で働きたいと思い、編集部で占いライターとして仕事をしていた洋楽から落語家としてのアドバイスを受けてのものだった[16]。
- ファイナンシャル・プランニング技能士の資格を有していた。
- 三遊亭王楽によると、洋楽の訃報を伝えられた三遊亭好楽は夫人と大泣きに泣き、函館の墓所をすぐに訪れた[13]。

## 出演

### DVD
- 笑点 大博覧会 DVD-BOX 3巻 爆笑大喜利 40年の歩み スペシャル大喜利 「師弟大喜利 自分の弟子と組んで…（1999年（平成11年）1月1日放送）」(バップ、2005年）

### ラジオ
- NHK函館「どどんと道南ラジオ」（準レギュラー）[17]

### 映画
- 口紅（1995年、藤井純一監督）[18]

## 関連書籍
- 「落語家 五代目円楽一門会生態録二〇一三」三遊亭萬橘（ワイズ出版）p225-227 ISBN 9784898302644 三遊亭良楽の証言。
- 「北海道落語事情」北野麦酒（彩流社）pp52-54 2015年9月 ISBN 978-4779121685
- 「不器用な落語家 三遊亭洋楽」 松垣透（彩流社） 2020年12月 ISBN 978-4779127137
- 「月占い―あなたの未来とバイオリズムがわかる」（日本文芸社） 1995年9月 ISBN 978-4537017687